# Astrid Staufer
Astrid Staufer (* 1963 in Lausanne) ist eine Schweizer Architektin und Universitätsprofessorin.

## Werdegang
Astrid Staufer studierte bis 1989 an der ETH Zürich und leistete bis 1990 Forschungstätigkeiten zur Untersuchung der Werke des zeitgenössischen italienischen Architekten Luigi Caccia Dominioni. Von 1990 bis 1992 arbeitete sie in einem Architekturbüro in Zürich, 1993 etablierte sie sich mit Thomas Hasler selbständig in Frauenfeld.
Staufer lehrte an der ETH Zürich bei Flora Ruchat-Roncati (1995–1996), an der Zürcher Hochschule Winterthur (1997, 2004–2007), an der ETH Zürich (2002), an der EPF Lausanne (2007–2011) und seit 2011 an der TU Wien. Sie wurde 2018 als Gastkritikerin von Uta Graff an die TU München eingeladen.

## Publikationen (Auswahl)
Astrid Staufer ist Mitautorin einiger Sach- und Lehrbücher. Eine Auswahl ihrer aktuellen Mitwirkungen und Publikationen:
- WEITERBAUEN IN STAHL – Architektur der Aufstockung, 2018, Verlag: Park Books[5]
- Elementare Bücher zum konstruktiven Entwerfen einzeln vorgestellt und kommentiert, 2018, Verlag: Park Books[6]
- IKONEN – Methodische Experimente im Umgang mit architektonischen Referenzen, 2018, Verlag: Park Books[7]
- Uta Graff, Katleen Nagel, Felix Zeitler (Hrsg.): Schwarze Räume. Ein architektonisches Phänomen / Black Spaces. An Architectural Phenomenon. Edition Detail, München 2020 mit Beiträgen von Donatella Fioretti, Astrid Staufer und Francesca Torzo. ISBN 978-3-95553-512-4